# Список авиакомпаний Кубы

Список авиакомпаний Кубы, имеющих сертификат действующего эксплуатанта Управления безопасности гражданской авиации Куба.
| Название    | Зона полётов  | Тип полётов | Начало полётов | Конец полётов | Изображение | ИАТА | ИКАО | Позывной |
| ----------- | ------------- | ----------- | -------------- | ------------- | ----------- | ---- | ---- | -------- |
| Аэрогавиота | международная | чартерная   | 2002 г.        | -             |             | -    | GTV  | GAVIOTA  |
| Cubana      | международная | -           | 1976 г.        | -             |             | CU   | CUB  | CUBANA   |

## Cм.также
- Списки авиакомпаний